# Coopérative de travail
Une coopérative de travail est une entreprise (à responsabilité limitée) gérée démocratiquement et contrôlée par l’ensemble des employés. Elle a pour but de fournir de l’emploi à ses membres qui en sont propriétaires.
Comme toute entreprise, elle vise l'efficacité et la rentabilité en mettant toutefois la priorité sur le capital humain plutôt que sur le capital financier.  Les membres de la coopérative, en assemblée générale, se dotent d'une structure décisionnelle à leur image et correspondant à leurs valeurs. 
Une coopérative de travail, c’est aussi la participation démocratique des membres aux décisions stratégiques de l’entreprise, le principe un membre égale un vote et la répartition équitable des excédents dont une partie est redistribuée aux membres sous forme de ristourne en fonction du travail effectué par chacun. Par ce mode de fonctionnement, la coopérative de travail reconnaît l’apport de chaque travailleur.
Il est aussi possible que son capital soit réinvesti dans ses œuvres et qu'aucun de ses membres ne reçoivent de ristourne et ne puisse y puiser pour des fins personnelles. On parle alors d'une coopérative a but non lucratif.
Dans la province de Québec, au Canada, le Réseau de la coopération du travail du Québec joue un rôle de fédération pour les coopératives de travail multisectorielles du Québec.